# Parafia Podwyższenia Krzyża Świętego w Gliwicach
Parafia Podwyższenia Krzyża Świętego w Gliwicach – parafia metropolii katowickiej, diecezji gliwickiej, dekanatu Gliwice Kościoła katolickiego obrządku łacińskiego. Powstała w 1980. Opiekę nad kościołem sprawują ojcowie redemptoryści.